# 聖マリア被昇天教会 (シカゴ)
聖マリア被昇天教会（せいマリアひしょうてんきょうかい、英語: Saint Mary of the Assumption Church）は、シカゴ大司教区に属するローマ・カトリックの旧教区教会で、イリノイ州シカゴ市のコミュニティエリアの一つであるリバーデイルに位置する。1886年に設立され、現在の教会堂は1957年に簡素化されたルネサンス建築の様式で建てられたが、現在は使用されていない。2011年に近隣の教区と統合された後、教区は閉鎖された。この場所は、特にロバート・フランシス・プレヴォスト（後のレオ14世）が幼少期に通ったことで知られている。

## 所在地
聖マリア被昇天教会は、シカゴ市南部のリバーデイル・コミュニティエリア（310 E. 137th Street）に位置し、ドルトン市との境界近くにある。教会の行政的にはシカゴ大司教区に属し、現在はサウスホーランドを拠点とする私たちの救い主キリスト教区の管轄下にある。

## 歴史
1886年、リバーデイルの鉄道産業に従事する約30のドイツ系アメリカ人カトリック家族が、ニコラス・ミュラー、ヘンリー・スティーマン、マティアス・ヒュークラーの指導の下、パトリック・フィーハン大司教に教区設立を要請した。それ以前、信徒はブルーアイランドまたはプルマンまでミサに通わなければならなかった。フィーハン大司教はこれを承認し、教区はベネディクト会に委託された。1887年に最初の教会堂が完成し、イエス・キリストの貧しい召使姉妹会が運営する教区学校が併設された。1903年、教区の成長に伴い、運営は大司教区の司祭に移り、1905年には司祭館が建設された。
1917年5月、教会と学校を兼ねた建物が建設され、同年クリスマスの朝に最初のミサが執り行われた。この建物の教師はキリスト教慈善姉妹会の会員だった。
第二次世界大戦後、地区の人口増加に伴い、1957年に新しい教会堂が完成した。ロバート・フランシス・プレヴォスト（後のレオ14世）は、この教区で育ち、侍祭や聖歌隊員として活動した。彼は1969年に教区付属小学校を卒業した。
1980年代以降、脱工業化と投資撤退により地域のカトリック人口は減少し、2011年には教区に登録する家族はわずか125世帯となった。この年、教区は使徒の女王教区と統合され、聖マリア・使徒の女王教区が設立された。2019年には、この教区がサウスホーランドの聖ユダ使徒教区および聖霊教区と統合され、旧聖ユダ使徒教会を拠点とする私たちの救い主キリスト教区が形成された。

## 現在の状況
2011年の閉鎖後、教会は2022年に個人所有者ジョー・ホールに売却され、荒廃が進んでいる。2025年現在、建物は屋根の穴、割れた窓、落書きで覆われた壁、水害、ホームレスが告解室をトイレとして使用するなど、深刻な劣化が見られる。ステンドグラスのみが比較的良好な状態を保っている。経済的衰退と多くの住宅の放棄が進む地区に位置するこの教会は、2025年5月以降、レオ14世との関連から注目を集めている。地域コミュニティや文化遺産保護団体は建物の保存や再利用を提案しているが、2025年5月時点で具体的な計画は確認されていない。